# Кеди, Кеннет
Кеннет Кеди (англ. Kenneth Kedi; род. 1971, Маршалловы Острова) — политик Маршалловых Островов. Спикер Законодательного собрания Маршалловых Островов с 4 января 2016 года. Член партии Киен Эо Ад (KEA).

## Биография
Кеди родился в 1971 году. Является членом партии Киен Эо Ад (KEA). В Законодательном собрании представляет атолл Ронгелап. Он заявил, что люди с атолла не решаются вернуться обратно после американских ядерных испытаний на острове в XX веке.
В июне 2011 года, когда Кеди был министром транспорта и коммуникаций, ему было предъявлено обвинение по десяти пунктам обвинения в преступных действиях, связанных с незаконным присвоением средств, что сделало его первым министром Маршалловых Островов, которому было предъявлено обвинение в преступных действиях. Когда в следующем месяце дело было передано в суд, семь обвинений были сняты. Кеди же не выступал против остальных трёх. Сумма денег, фигурируемая в деле, составляла около 2000 $. Кеди был приговорен к 30 дням тюремного заключения условно и штрафу в размере 1000 $. Он продолжал исполнять обязанности министра.
4 января 2016 года Кеди был избран спикером Законодательного собрания Маршалловых Островов. Он победил на выборах, набрав 19 против 14 голосов за бывшего президента Маршалловых Островов Кристофера Лоика. В ноябре 2018 года он поддержал провалившийся вотум недоверия президенту Хильде Хайн. В октябре 2019 года Высокий суд Маршалловых Островов отменил закон страны о голосовании как неконституционный в отношении вопроса оффшорных почтовых бюллетеней. Впоследствии Кеди утверждал, что предыдущий закон о выборах, который действительно позволял оффшорным почтовым бюллетеням, снова вступил в силу.
6 января 2020 года Кеди был переизбран спикером, победив Брэнсона Вазе 19 голосами против 14.